# Castello di Sant'Alessio con Vialone
Il Castello di Sant'Alessio con Vialone è un castello della provincia di Pavia, in Lombardia.

## Storia
La comunità di Sant’Alessio è menzionata tra quelle tenute nel 1181 a pagare al comune di Pavia le tasse di fodro e giogatico. Scarse sono le informazioni che abbiamo sul castello: nel XIV secolo l’edificio era di proprietà della famiglia aristocratica pavese dei Canepanova, ma, nel 1413, in parte per acquisto e in parte per usurpazione, ne presero possesso i Beccaria. Nel 1415 i Dodici Sapienti del comune di Pavia intimarono Franceschino Beccaria e il fratello Manfredo di Santa Giuletta di restituire il castello e i beni ad esso pertinenti ai Canepanova, ma i Beccaria non obbedirono. I Beccaria di Sant’Alessio aderirono a Francesco Sforza: Gerolamo, figlio di Franceschino, fu capitano e cameriere ducale e, nel 1469, fu investito della giurisdizione su Montecalvo; nel 1470 ottenne privilegi e immunità da Galeazzo Maria e nel 1474, nonostante il divieto ducale di restaurare i castelli in mano all’aristocrazia, gli fu concessa dal duca la possibilità di rinnovare le fortificazioni del castello. Con i suoi figli, Galeazzo e Francesco, la ricchezza dei Beccaria di Sant’Alessio giunse al culmine, tanto che controllavano, oltre a Sant’Alessio, anche Alperolo, Vialone, Linarolo, Torre del Mangano, Fossarmato, Redavalle, Retorbido e Santa Giuletta.
Ma il periodo di splendore del castello ben presto terminò. Nel 1512 il castello fu saccheggiato dagli Svizzeri e dai Veneziani del cardinale di Sion. Dopo che Francesco I riconquistò il ducato di Milano nel 1515, Giovanni Battista Beccaria, figlio di Francesco, rimasto fedele alla dinastia sforzesca, dovette fuggire a Trento, dove si era rifugiato Francesco II Sforza, e fu quindi condannato alla pena capitale e i suoi beni furono sequestrati. Prima della battaglia di Pavia, il 4 febbraio 1525, il marchese di Pescara, con 20.000 lanzichenecchi e cavalieri, scacciò i francesi dal castello e si avvicinò al parco Visconteo, dove, nelle settimane successive, si svolse la battaglia. Nel 1527 il castello fu nuovamente saccheggiato dai Francesi e dai Veneziani. Terminate le guerre d’Italia, il castello tornò in possesso dei Beccaria e, per vie matrimoniali, intorno al 1555 passò in parte al nobile parmense Manfredo Cornazzani (marito di Barbara Beccaria) e, dopo vari passaggi, al principio del XVII secolo il castello era diviso tra il conte Alfonso Beccaria e i marchesi Cornazzani. Nel 1747 i Beccaria cedettero i loro beni a sant’Alessio al marchese Giovanni Battista Botta Adorno, mentre ai Cornazzani subentrarono i conti Scaramuzza Visconti e poi altri proprietari. Tra Sette e Ottocento il castello cadde in decadenza, e fu a lungo utilizzato come azienda agricola. Durante la Seconda Guerra Mondiale fu occupato dai Tedeschi, che lo utilizzarono come carcere e comando. A partire dal 1973 fu recuperato e restaurato dai nuovi proprietari, la famiglia Salamon, e intorno al castello è sorta un’area naturale protetta: l’Oasi di Sant’Alessio.

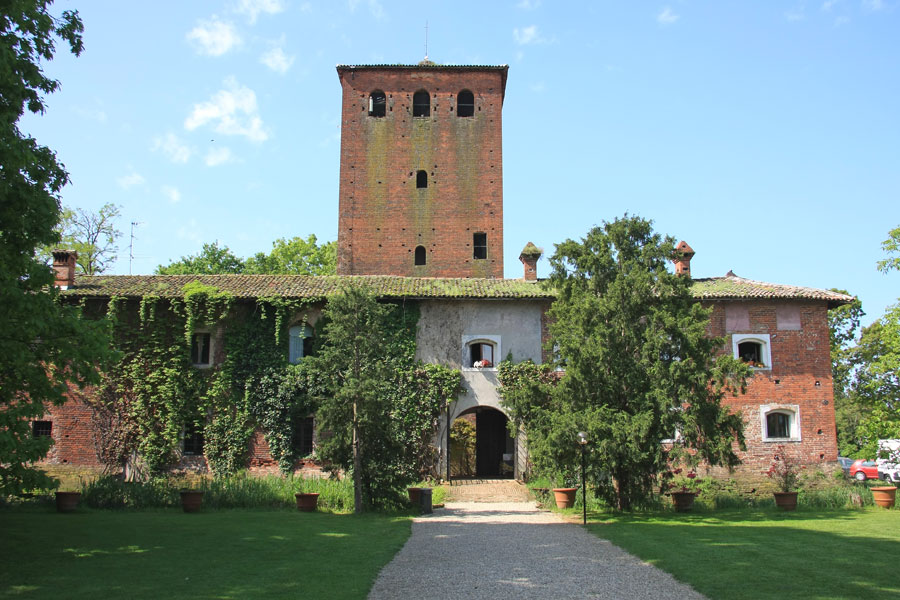
L'ingresso del castello

## Descrizione
Il castello è formato da un’alta torre centrale (la parte più antica del complesso) risalente ai secoli XIII/XIV, posta al centro della corte dell’edificio e circondata da quattro corpi di fabbrica, riferibili al XV secolo. Purtroppo non abbiamo notizie riguardo alle maestranze o all’architetto che ideò la struttura, che tuttavia dovette essere di un certo livello, dato che l’insieme della torre e dei corpi di fabbrica formano (insieme con il fossato) tre quadrati concentrici e perfettamente simmetrici. La massiccia torre al vertice presenta un loggiato, formato da tre fornici per lato. Le quattro facciate del castello sono dotate di base a scarpa e conservano alcune finestre ad arco ribassato e altre ad arco acuto con cornice in cotto, tipiche dell’architettura lombarda del Quattrocento.